# Caracladus
Caracladus és un gènere d'aranyes araneomorfes de la subfamilia Erigoninae, dins de la família Linyphiidae.
Fou descrit per primera vegada per Eugène Louis Simon l'any 1884.
Es pot trobar a Europa i a l'est d'Àsia.

## Llista d'espècies
Segons The World Spider Catalog 12.0:
- Caracladus avicula (L. Koch, 1869) (Espècie tipus)
- Caracladus leberti (Roewer, 1942)
- Caracladus montanus Sha & Zhu, 1994
- Caracladus tsurusakii Saito, 1988
- Caracladus zamoniensis Frick & Muff, 2009